# Vilâyet Ankara

Das Agora-Vilâyet im Jahre 1900

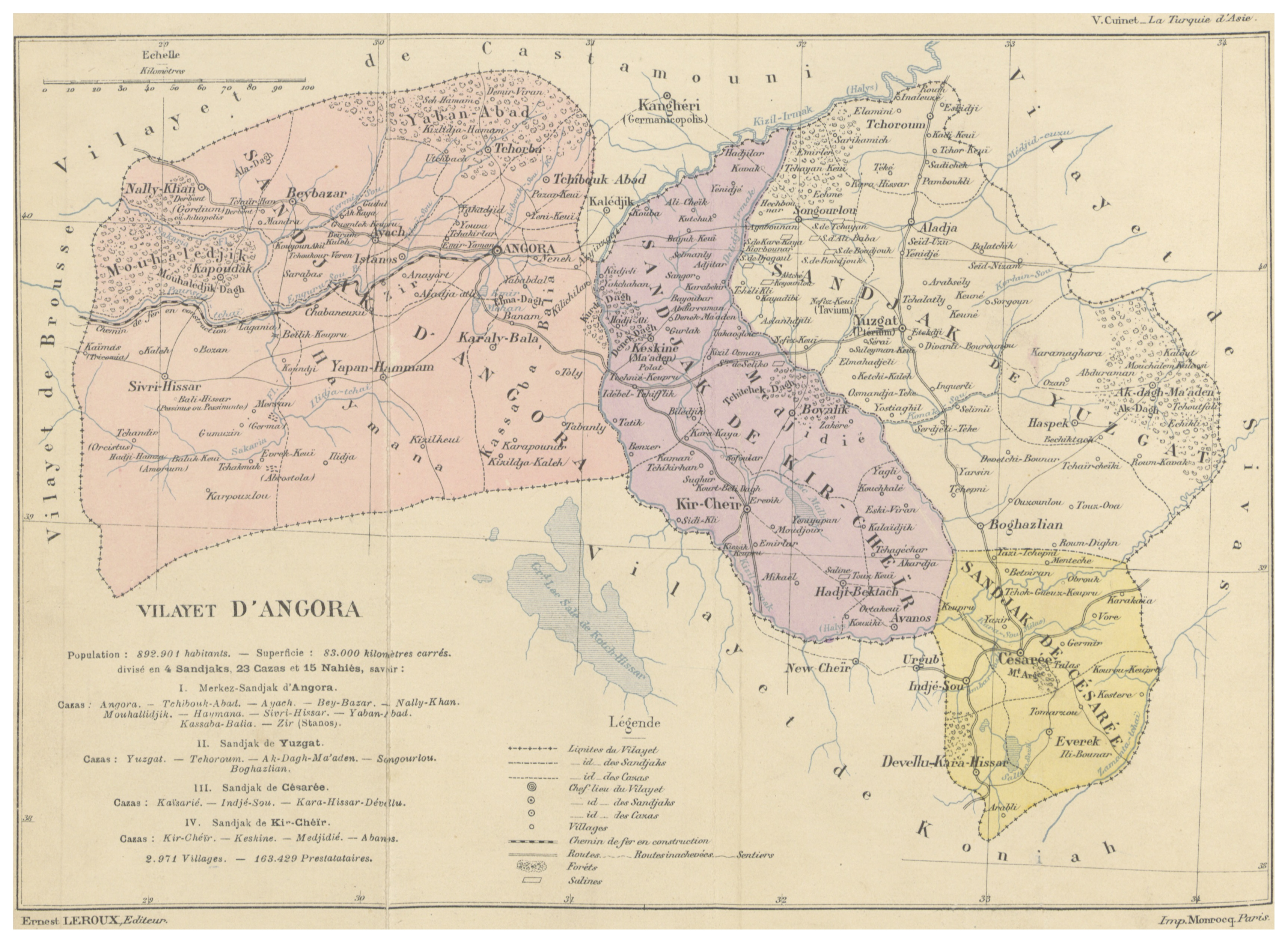
Karte zum Vilayet Ankara von 1890

Das Vilâyet Ankara war ein osmanisches Vilâyet in Nord-Zentralanatolien mit der Stadt Ankara im Zentrum und als Provinzhauptstadt. Es wurde 1864 errichtet.
Die Provinz Angora war stark landwirtschaftlich geprägt, abhängig von der Prosperität seiner Getreide- und Wollproduktion sowie vom Mohair – erhalten von der Angoraziege. Ein weiterer wichtiger Industriezweig war die Teppichknüpferei in Kırşehir und Kayseri. Es gab Bergbauminen für Silber, Kupfer, Lignit und Salz.
Es gab die Sandschaks  Ankara, Kırşehir, Kayseri und Yozgat.

## Bevölkerung
1914 waren 877.285 der Einwohner Muslime. Daneben gab es im Vilâyet Ankara 1914, ein Jahr vor dem Beginn des Völkermordes an  den Armeniern 51.556 armenische Einwohner, die später getötet oder vertrieben wurden. Ebenso geschah es mit den etwa 20.240 kappadokischen Griechen im Vilâyet Ankara während der Griechenverfolgungen im Osmanischen Reich.